# Antonina Chmielarczyk

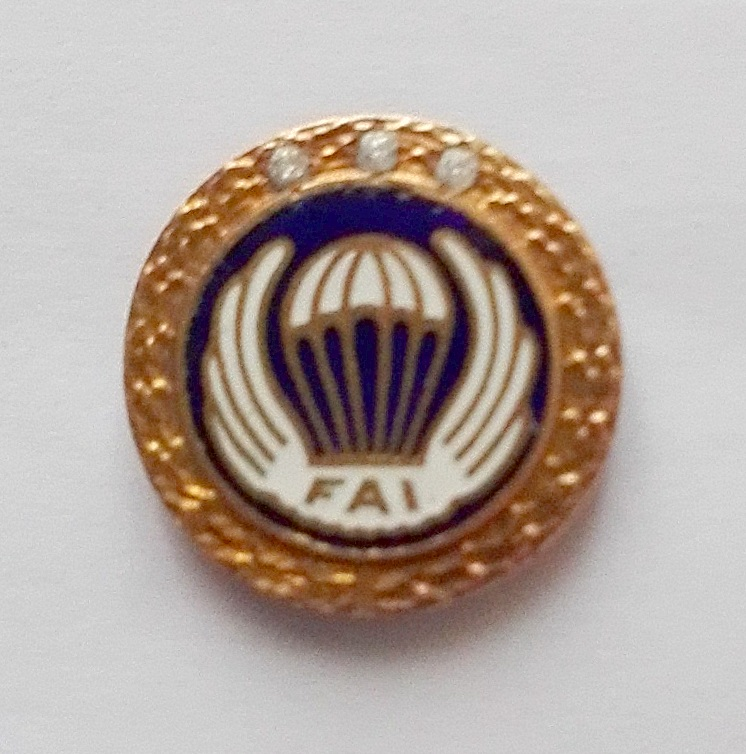
Złota odznaka skoczka spadochronowego FAI z 3. diamentami

Antonina Chmielarczyk (ur. 27 stycznia 1934 w Radziszowie, zm. 2 kwietnia 2024) – polska saneczkarka i spadochroniarka, instruktorka spadochronowa, reprezentantka Polski w saneczkarstwie i spadochroniarstwie.

## Działalność sportowa
Swoją karierę sportową zaczynała od budowy modeli latających. W czerwcu 1953 ukończyła podstawowe przeszkolenie szybowcowe w Fordonie. 12 sierpnia 1953 wykonała pierwszy skok ze spadochronem typu: ST-1, z  samolotu CSS-13 pod nadzorem jej pierwszego instruktora Adama Bościka, a w 1954 ukończyła kurs instruktorów spadochronowych. Zawodniczka Aeroklubu Krakowskiego i Gdańskiego. 3-krotna wicemistrzyni świata (1958, 1962), 4-krotna mistrzyni Polski. Uczestniczyła w wielu pokazach lotniczych np. 8 września 1957 na lotnisku Warszawa-Babice, podczas Święta Lotnictwa Polskiego wraz z Romaną Skatulską i Ryszardem Kosiną, wykonali skok z wysokości 1300 m z opóźnieniem 15 s. W 1958 ustanowiła dwa rekordy Polski: na celność lądowania z wysokości 600 m z natychmiastowym otwarciem spadochronu w dzień – 15,63 m i z 1500 metrów z opóźnionym otwarciem spadochronu – 9,08 m . 25 września 1965, jako pierwsza w Polsce wykonała 1000 skoków ze spadochronem, skacząc z samolotu PZL-101 Gawron na lotnisku w Pruszczu Gdańskim. W tym też roku uzyskała Złotą Odznakę Spadochronową z 3. diamentami . W 1965 ustanowiła dwa indywidualne rekordy Polski w skokach na celność lądowania: z wysokości 1500 m z natychmiastowym otwarciem spadochronu – 5,58 m, a 17.05 z 1000 m – 2,82 m oraz kilka dni później dwa rekordy w skokach grupy 3 osobowej z wysokości 2000 m z opóźnionym otwarciem spadochronu w dzień – 9,41 m i w nocy z natychmiastowym otwarciem spadochronu – 11,52 m . W 1969, instruktor Antonina Chmielarczyk zakończyła karierę sportową z powodu kontuzji jakiej doznała w wypadku podczas wykonywania skoku spadochronowego. Podczas Obchodów 80-lecia Aeroklubu Gdańskiego, 26 lipca 2009 w Pruszczu Gdańskim Antonina Chmielarczyk skoczyła po raz 1521 ze spadochronem w skoku tandemowym z wysokości 3200 m .
W plebiscycie Dziennika Bałtyckiego i słuchaczy Radia Gdańsk, Antonina Chmielarczyk otrzyma tytuł sportowca 1966 na Pomorzu.
27 stycznia 2019, za „rozsławianie dobrego imienia Polski” została uhonorowana, nadawanym przez Prezesa Rady Ministrów, Medalem 100-lecia Odzyskania Niepodległości. Odznaczenie wręczył Wojewoda Pomorski Dariusz Drelich. Uroczystość odbyła się w Aeroklubie Gdańskim.
Antonina Chmielarczyk zmarła 2 kwietnia 2024. Została pochowana 5 kwietnia 2024 na cmentarzu Gdańsk-Srebrzysko.

### Osiągnięcia sportowe

#### Spadochroniarstwo
Osiągnięcia sportowe Antoniny Chmielarczyk podano za: Lidia Kosk: Wyniki Spadochronowych Mistrzostw Polski – konkurencje klasyczne, lata 1954–2012. 1954. Brak numerów stron w książce
- 1955 – Międzynarodowe Zawody Spadochronowe, Musaczewo (Bułgaria). Klasyfikacja kobiet: IX miejsce – Antonina Chmielarczyk[6].
- 1955 – 18–25 września I Spadochronowe Mistrzostwa Polski, Białystok. Klasyfikacja ogólna: XVI miejsce – Antonina Chmielarczyk (najlepsza wśród kobiet)[6].
- 1957 – 4–16 sierpnia IV Spadochronowe Mistrzostwa Polski, Strzebielino. Klasyfikacja kobiet: I miejsce – Antonina Chmielarczyk (Aeroklub Krakowski).
- 1958 – 16 sierpnia IV Spadochronowe Mistrzostwa Świata, Bratysława (Czechosłowacja). Polska wystawiła reprezentację kobiet w składzie: Anna Franke, Antonina Chmielarczyk, Maria Wojtkowska[15]. W konkurencji skoku grupowego zawodniczki te zajęły II miejsce zdobywając wicemistrzostwo świata i srebrny medal. W klasyfikacji drużynowej kobiet, w tym samym składzie, zajęły II miejsce zdobywając Wicemistrzostwo Świata i srebrny medal. Klasyfikacja kobiet: XIII miejsce – Antonina Chmielarczyk[6]. Trenerem kadry narodowej był Zbigniew Chronik[16] .
- 1959 – 21–31 lipca V Spadochronowe Mistrzostwa Polski, Warszawa. Klasyfikacja kobiet: I miejsce – Antonina Chmielarczyk (Aeroklub Krakowski).
- 1960 – 18–24 września VI Spadochronowe Mistrzostwa Polski, Ostrów Wielkopolski. Klasyfikacja kobiet: I miejsce – Antonina Chmielarczyk (Aeroklub Krakowski).
- 1961 – 17–24 września VII Spadochronowe Mistrzostwa Polski, Rzeszów. Klasyfikacja kobiet: II miejsce – Antonina Chmielarczyk (Aeroklub Krakowski).
- 1962 – VI Spadochronowe Mistrzostwa Świata w Orange (USA). Polska reprezentacja kobieca w składzie: Anna Franke, Antonina Chmielarczyk, Janina Krajewska i Marianna Puchar w konkurencji drużynowej zajęły III miejsce, zdobywając brązowy medal. W konkurencji skoku grupowego zajęły II miejsce, zdobywając srebrny medal i tytuł Wicemistrzyń Świata[17][18].
- 1963 – 15–22 września VIII Spadochronowe Mistrzostwa Polski, Zielona Góra. Klasyfikacja ogólna: I miejsce – Antonina Chmielarczyk (Aeroklub Gdański)[19]. Klasyfikacja (celność): I miejsce – Antonina Chmielarczyk, Klasyfikacja (akrobacja): II miejsce – Antonina Chmielarczyk[1] .
- 1965 – 5–12 września X Spadochronowe Mistrzostwa Polski, Wrocław. Klasyfikacja kobiet: II miejsce – Antonina Chmielarczyk (Aeroklub Gdański)[20].
- 1966 – VIII Spadochronowe Mistrzostwa Świata, Niemiecka Republika Demokratyczna. IV miejsce – Antonina Chmielarczyk[9].
- 1967 – Międzynarodowe Zawody Spadochronowe, Magdeburg (NRD). Klasyfikacja kobiet: II miejsce – Antonina Chmielarczyk (Aeroklub Gdański)[9].
- 1968 – Spadochronowe Mistrzostwa Jugosławii, Rijeka. Klasyfikacja kobiet: I miejsce – Antonina Chmielarczyk[1] .

#### Saneczkarstwo
Osiągnięcia sportowe Antoniny Chmielarczyk podano za: Winicjusz Szulc: Spadochroniarz - Magazyn Spadochroniarzy Polskich – Kochana „Tosia” niewyczerpany humor i żywiołowy temperament. s. 67.
- 1960 – Półfinał Pucharu Polski PZSS, Krynica – V miejsce
- 1961 – Puchar GKKFiT – III miejsce
- 1961 – Drużynowe Mistrzostwa Polski, Karpacz – I miejsce
- 1962 – Karpacz – IV miejsce
- 1962 – Krynica – V miejsce
- 1962 – Mistrzostwa Europy, Imst – V miejsce
- 1963 – Konkurs przed Zimową Olimpiadą – XI miejsce
- 1963 – Otwarcie sezonu, Krynica – VI miejsce
- 1963 – Konkurs przed Zimową Olimpiadą – XI miejsce
- 1963 – Indywidualne Mistrzostwa Polski, Mikuszowice – I miejsce
- 1963 – Hahnenklee, Niemcy – VI miejsce.

## Odznaczenia i wyróżnienia
Odznaczenia i wyróżnienia Antoniny Chmielarczyk podano za: Lidia Kosk: Sylwetki najlepszych sportowców spadochronowych. Brak numerów stron w książce
- Medal za Wybitne Osiągnięcia Sportowe (1958)
- Tytuł i Odznaka „Mistrz Sportu” (1958)
- Odznaka za zasługi dla miasta Gdańska (1965)
- Błękitne Skrzydła (1965)
- Brązowy Krzyż Zasługi (1969)
- Tytuł i Odznaka „Zasłużony Mistrz Sportu” (1970)
- Medal 100-lecia Odzyskania Niepodległości (2019)[12]
- Medal Pawła Adamowicza (2019)[21]
- Odznaka Honorowa ZPS (2020)[22].

## Galeria

Antonina Chmielarczyk
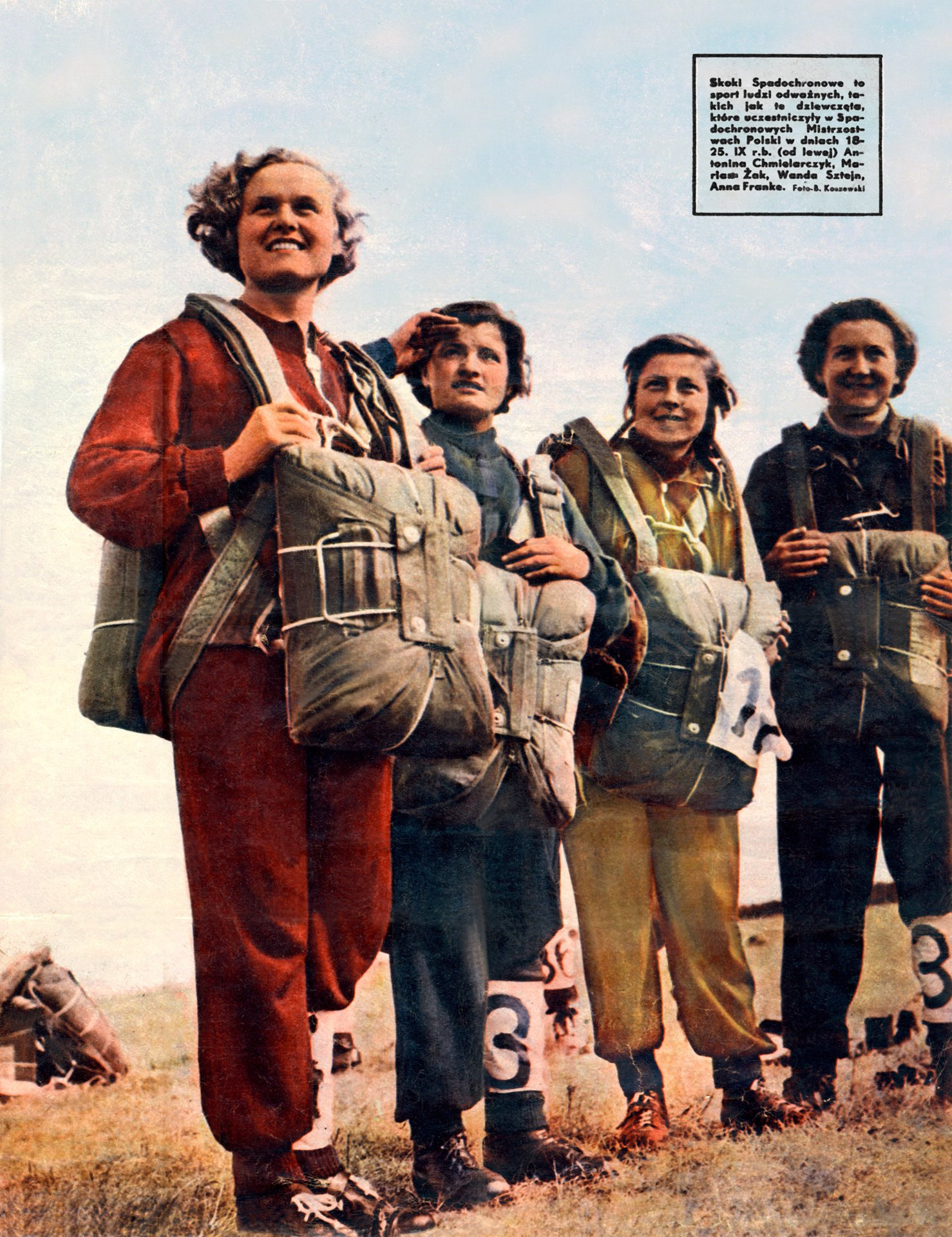
Antonina Chmielarczyk (pierwsza z lewej) – Spadochronowe Mistrzostwa Polski (Białystok, wrzesień 1955)
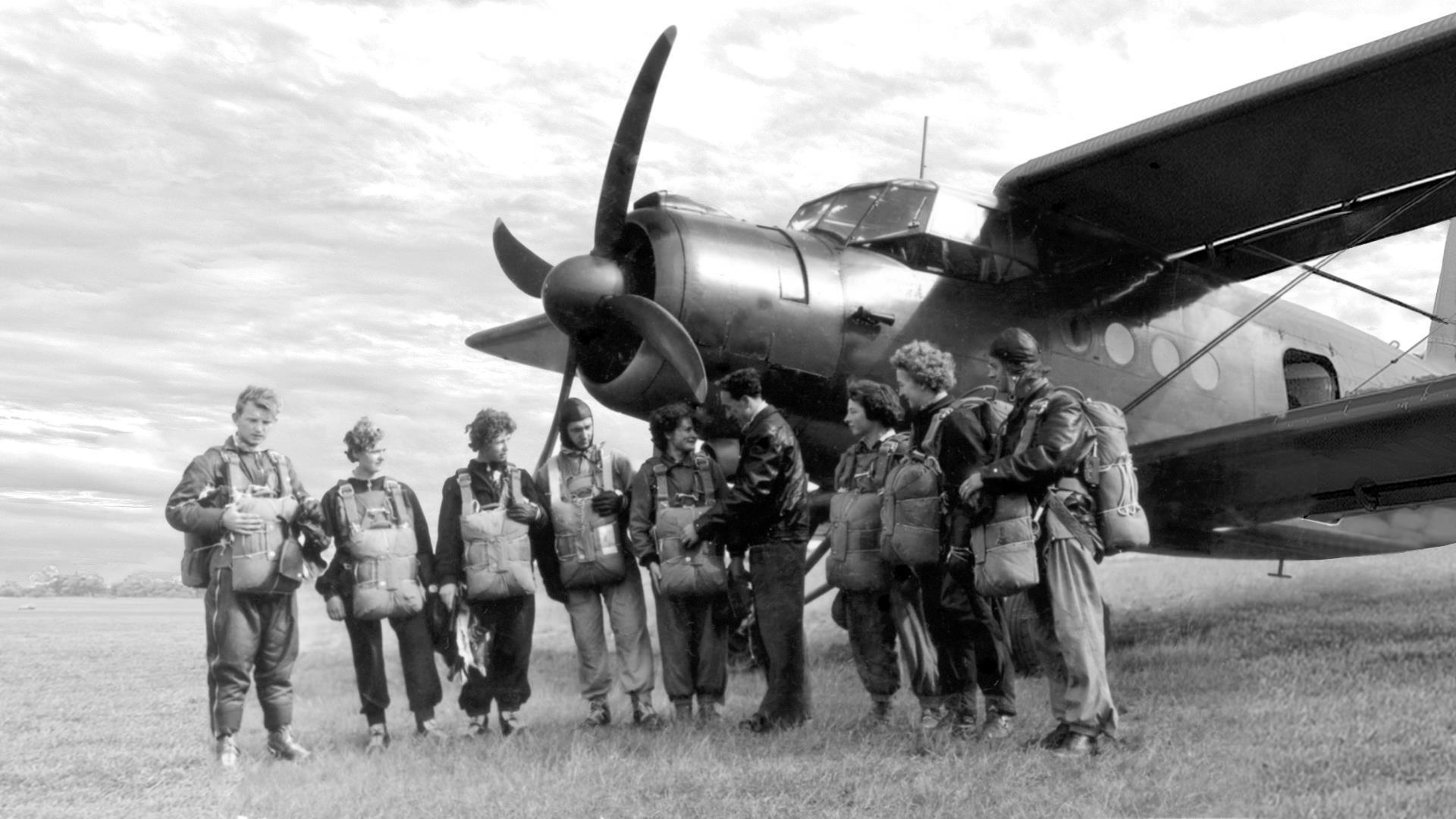
Antonina Chmielarczyk (druga z lewej), Lotnisko Poznań-Kobylnica, An-2TD – członkowie Spadochronowej Kadry Narodowej (1956)
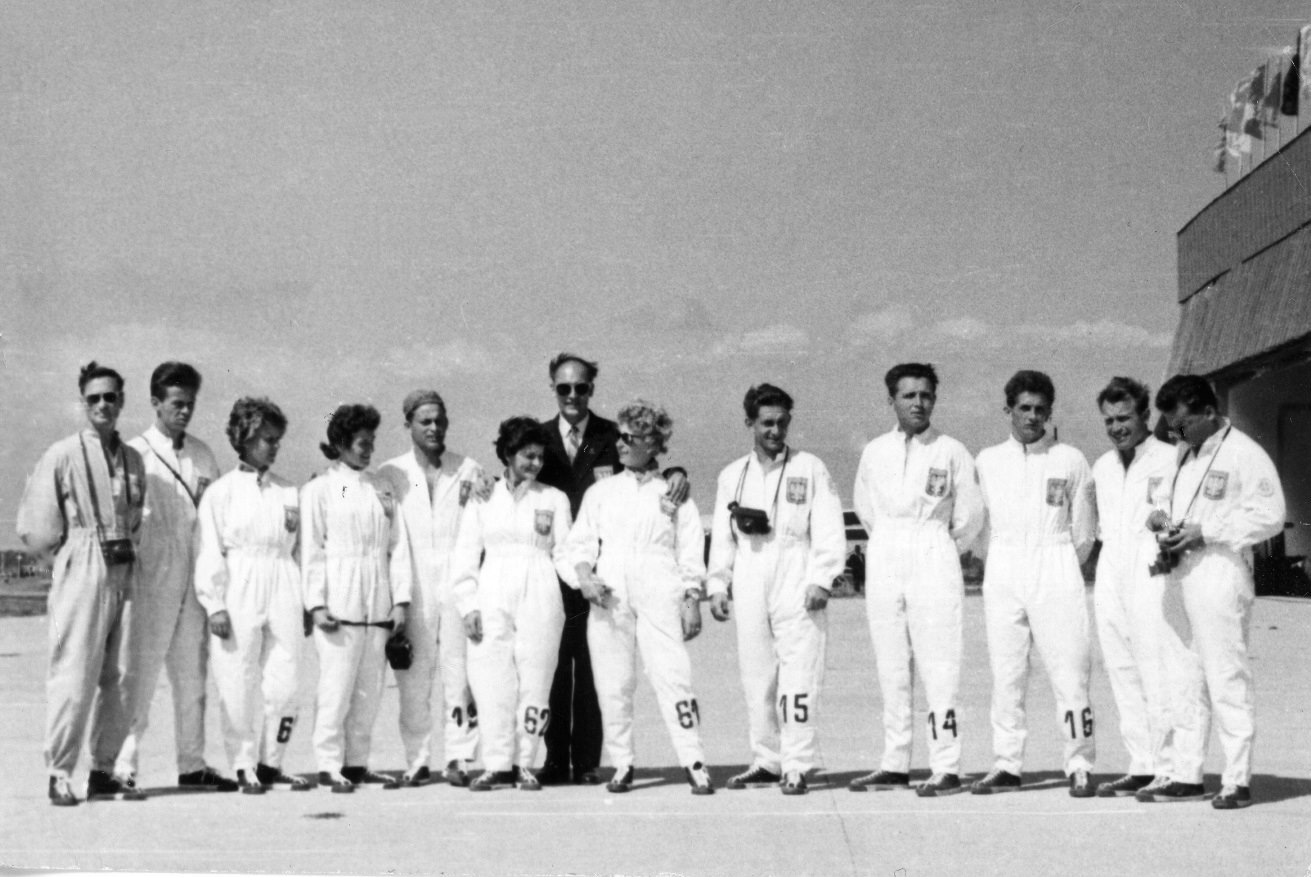
Antonina Chmielarczyk (trzecia z lewej) – V Spadochronowe Mistrzostwa Świata (Bułgaria 1960)